# Українська Католицька Асоціація Преси
Українська Католицька Асоціація Преси (УКАП) — ідеологічно-професійна організація, заснована 1952 року з осідком у Філадельфії (США), з 1969 року в Торонто (Канада), філії в Австралії, Аргентині і Західній Європі.
Має близько 100 членів і об'єднує українські католицькі періодичні видання.
Голова УКАП: Г.Лужницький, Л.Мидловський і (з 1972) о. П.Хомин.
УКАП є членом Міжнародної Католицької Унії Преси (репрезентанти в Головній Раді: В.Янів, Л.Мидловський).